# Žatecká pánev
Žatecká pánev je geomorfologický podcelek v jižní části Mostecké pánve v okresech Most, Chomutov a Louny v Ústeckém kraji. Nejvyšším vrcholem je s nadmořskou výškou 397 m kóta V Písku (též U Silnice) jižně od Podbořan.

## Poloha a sídla
Podcelek se rozkládá přibližně mezi Kadaní na západě, jižním okrajem Mostu na severu, Postoloprty na východě a Podbořany na jihu. Uprostřed území leží město Žatec.

## Charakter území

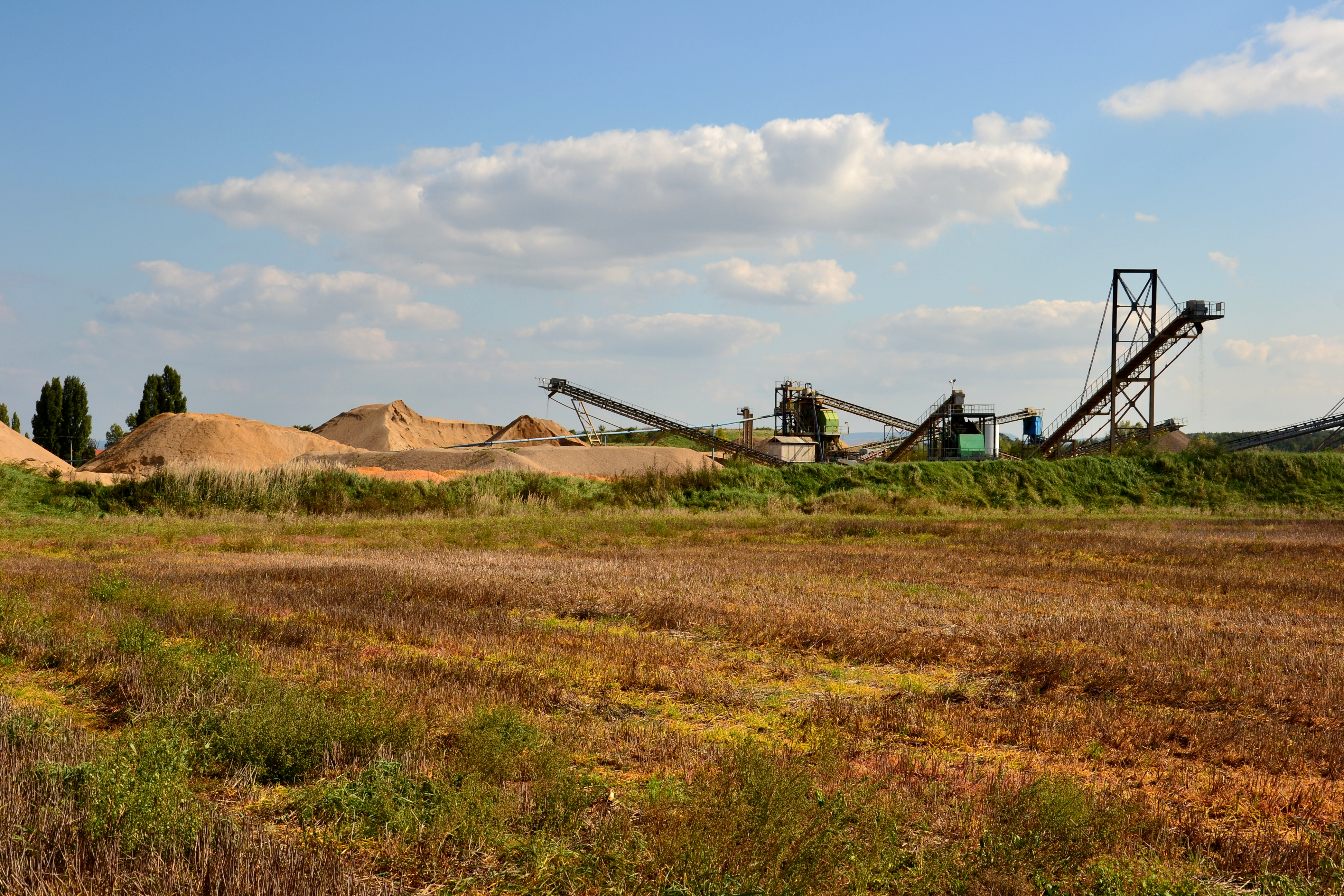
Těžba písku v Roztylech

Geologické podloží tvoří převážně miocenní a oligocenní jíly, písky a pískovce s uhelnými slojemi. V malé míře se vyskytují také neogenní vulkanity a krystalinické horniny. Většinu oblasti však překrývají čtvrtohorní sedimentární horniny. Reliéf území je plochý až mírně zvlněný a postupně se zvedá ze středu k okrajům. Tvoří ho říční terasy, náplavové kužele, denudační plošiny, kryopedimenty a erozně denudační svahy se sesuvy.

## Geomorfologické členění
Podcelek má podle členění Jaromíra Demka označení IIIB-3A a náleží do geomorfologického celku Mostecká pánev. Dále se člení na okrsky Blažimská plošina a Počeradský úval na severu, Novosedelské terasy a Středooharská niva (ve starším členění společně tvořily Libočanský úval) ve střední části a v jižní části postupně od západu na Pětipeskou kotlinu, Čeradickou plošinu a Měcholupský úval. Na severu a východě sousedí s podcelkem Milešovské středohoří, na východě a jihovýchodě s Hazmburskou tabulí a Kněževeskou pahorkatinou s celkem Doupovské hory na jihozápadě.

## Vrcholy
- V Písku (397 m) (též U Silnice), Čeradická plošina
- Kozinec (392 m), Čeradická plošina
- Šípkový vrch (363 m), Pětipeská kotlina
- Viničný vrch (361 m), Čeradická plošina
- Homole (354 m), Čeradická plošina
- Rubín (352 m), Čeradická plošina
- Kličín (351 m), Čeradická plošina
- Na Černém (342 m), Čeradická plošina
- Uhelný vrch (313 m), Blažimská plošina